# Bothriopsis taeniata
Bothriopsis taeniata là một loài rắn trong họ Rắn lục. Loài này được Wagler mô tả khoa học đầu tiên năm 1824.

## Hình ảnh

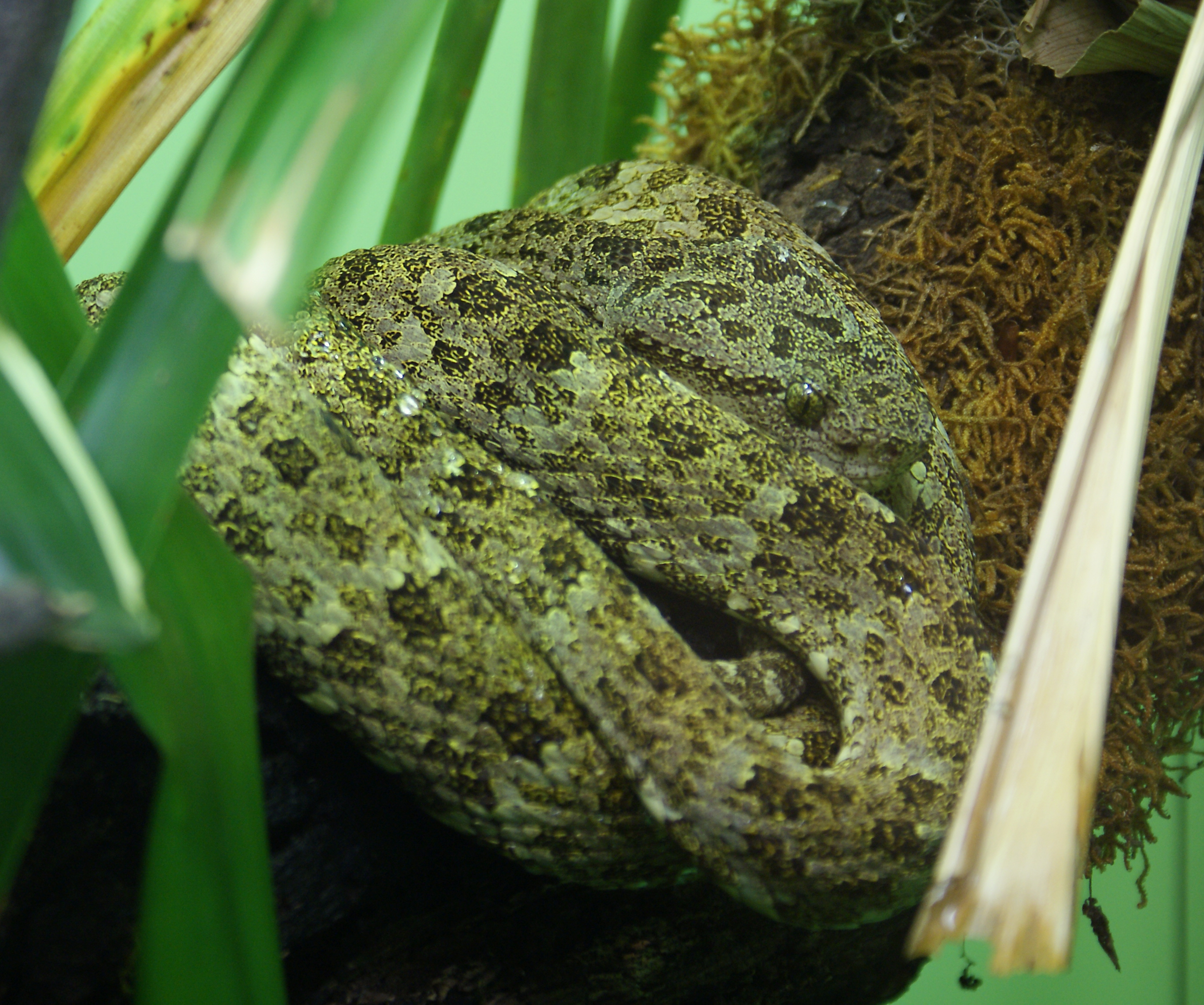
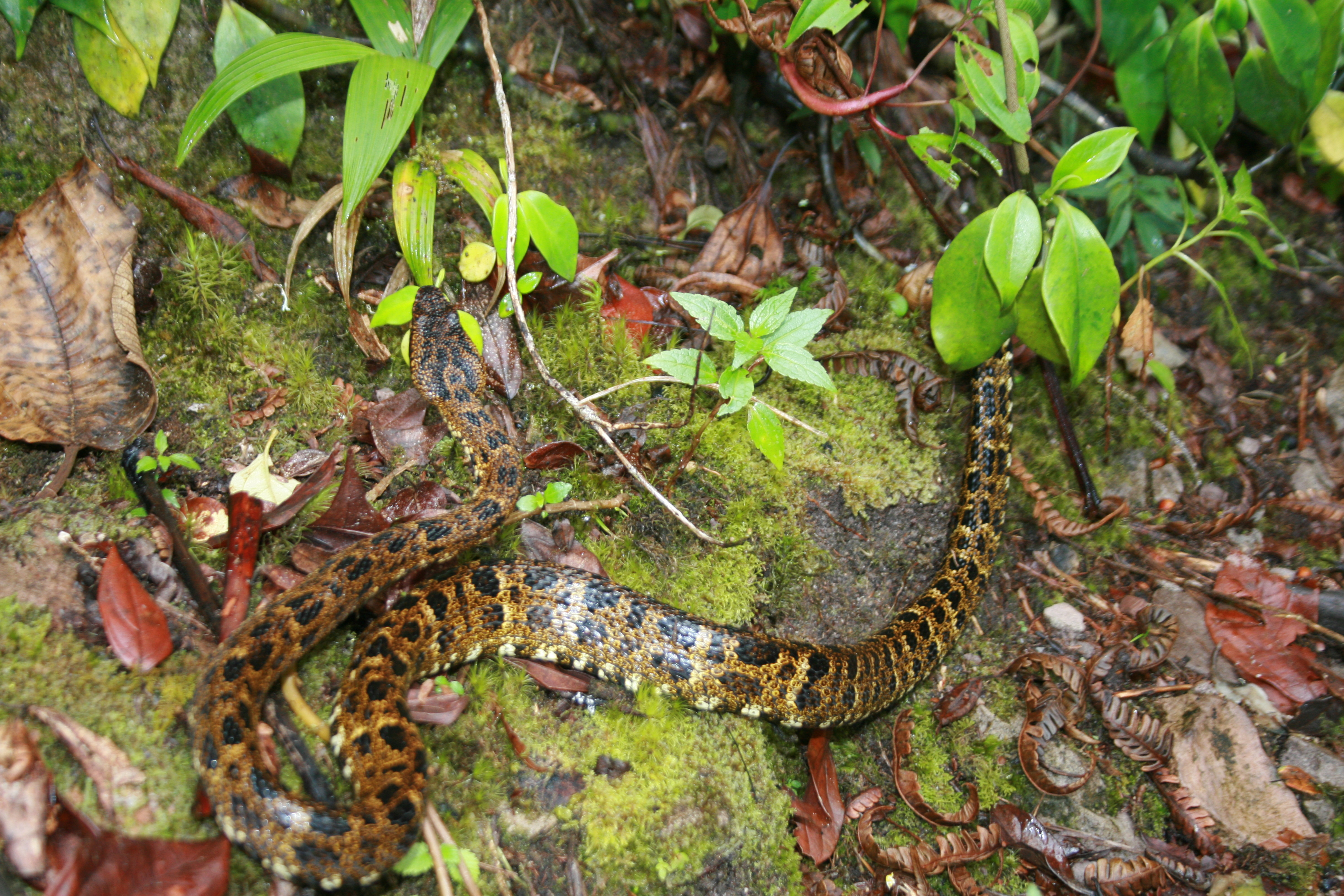
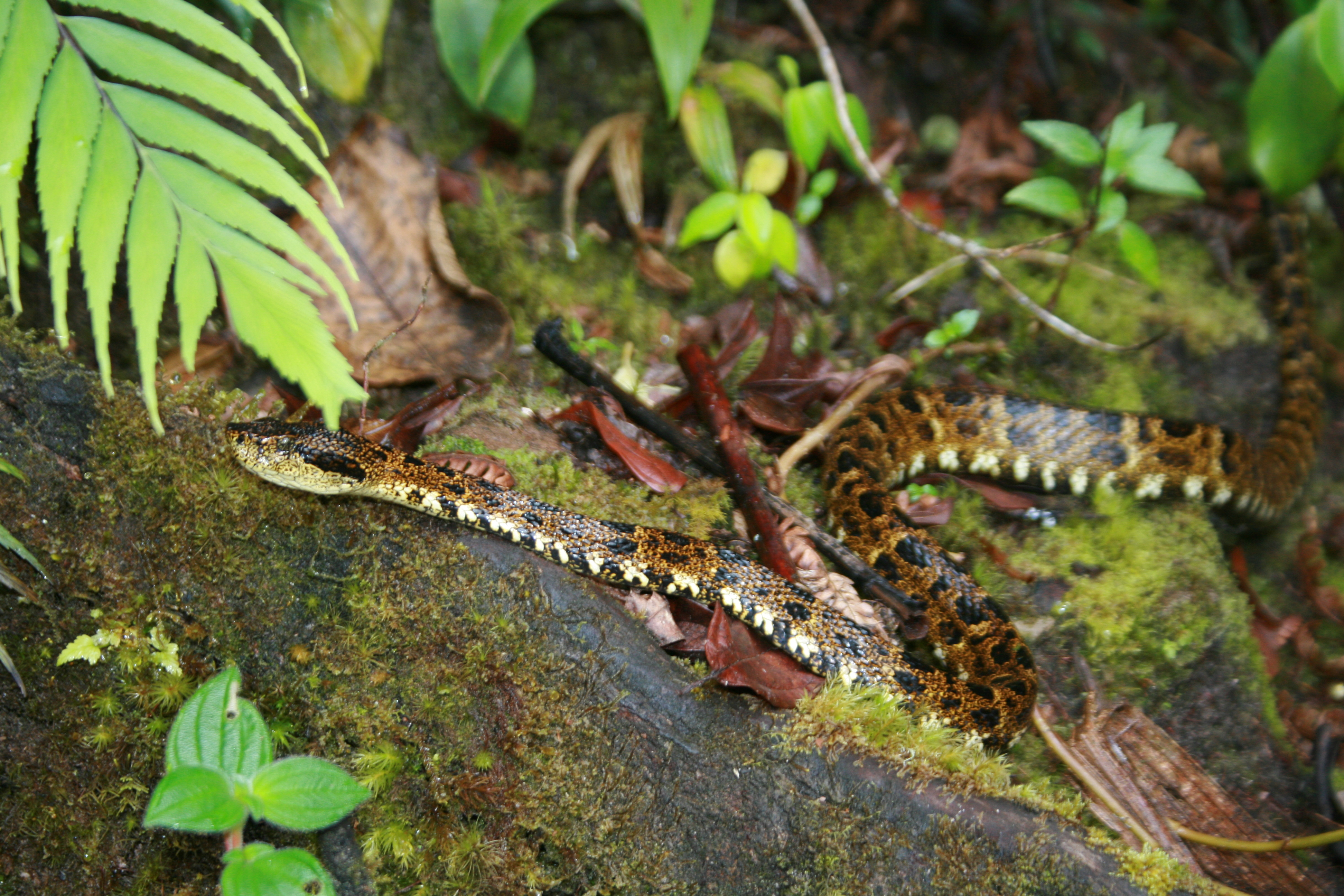
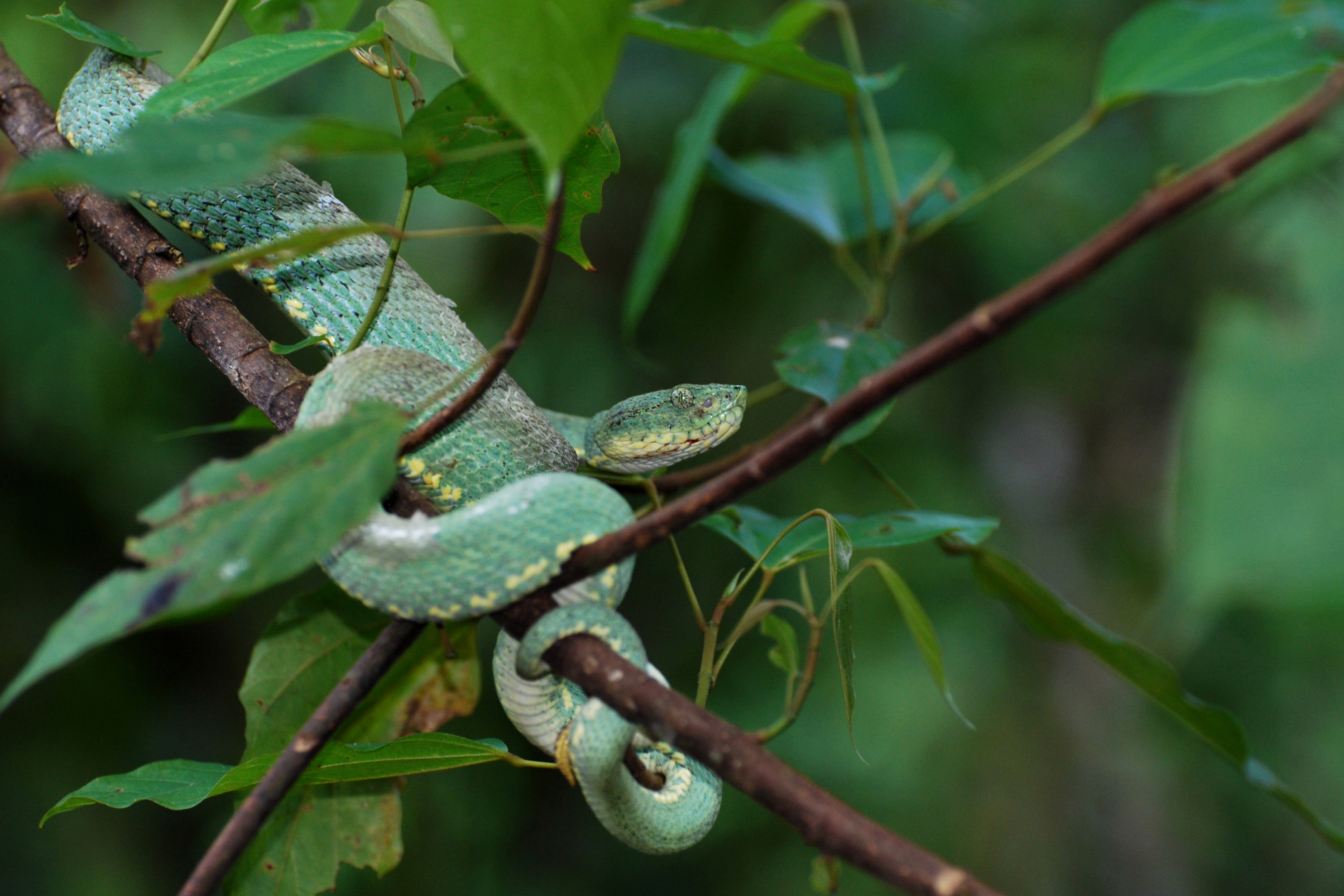